# Красні Горки
Красні Го́рки (рос. Красные Горки, ерз. Красные Горки) — селище у складі Єльниківського району Мордовії, Росія. Входить до складу Єльниківського сільського поселення.
Населення — 8 осіб (2010; 20 у 2002).
Національний склад (станом на 2002 рік):
- росіяни — 75 %